# 全缘泉七
全缘泉七（学名：Steudnera griffithii），为天南星科泉七属下的一个植物种。